# Farkas „Shulcz” Tibor
Farkas „Shulcz” Tibor (Budapest, 1946. szeptember 6. – Nyíregyháza, 2015. augusztus 7.) magyar DJ, rádiós és televíziós műsorvezető, rock történész, író. Magyarország egyik első hivatalos lemezlovasa 1969-től, Nyíregyháza könnyűzenei életének egyik katalizátora, számtalan rocktörténeti előadás házigazdája. Nemzetközi hírű lemezgyűjteményének segítségével tanulták meg a zenekarok külföldi dalokat,több pályakezdő DJ-nek is mentora volt. A nyíregyházi Jonatán Rádió alapító főszerkesztője.

## Életpályája
Becenevét, még kisdiákként, egy jól sikerült focimeccs után egy német kapusról kapta, sokan később is csak így ismerték. 1957-58-ban bátyja kislemezeit hallgatta, a házibulikban kezdettől fogva rá hárult a lemez cserélgetés feladata. 1962-ben kapta élete első Beatles kislemezét. 1963-ban egy helyi gimnáziumba már kifejezetten azért hívták meg egy klubdélutánra, hogy meséljen is a lemezeiről: Beatles kontra Rolling Stones címmel.
Érettségi után Budapesten tanult, ekkor ismerkedett meg Radics Bélával, akinek jó barátja és nagy tisztelője volt. A különböző budapesti klubokban a Kex, a Liversing, Illés, Omega fellépéseire járt, ekkor látta, hogy a zenét „műsorvezetők” kötik össze. Ő is műsorvezetői OSZK vizsgát tett, a vizsgabizottság a „Könnyűzene fejlődése az olasz operától, a musicalen keresztül a rock operáig” címmel kért improvizatív vizsgaelőadást, mire ő, a Jézus Krisztus Szupersztárról kezdett beszélni.
1972-ben nyitotta meg kapuit az első olyan szórakozóhely Nyíregyházán, a Columbia, ahol már, mint disc jockey működött, napi rendszerességgel. Közben fáradhatatlanul járta a megyét, zenei előadásait diavetítéssel kísérve, eljutott a legkisebb falvakba is. Rendszeresen tartott előadásokat a Megyei Móricz Zsigmond Könyvtárban, ahol több alkalommal lemezgyűjteményéből, szakkönyveiből, újságaiból, fotóiból kiállítást is rendeztek.
Ezek az előadások felkeltették a Magyar Rádió Nyíregyházi Stúdiója vezetőinek figyelmét is, így hamarosan ott is kapott szerepet, többek között 250 részes rocktörténeti sorozatot készített.
Alapító zenei főszerkesztője volt Nyíregyháza első kereskedelmi rádiójának, a Jonatán Rádiónak, később szerkesztő- műsorvezető volt a PB Rádióban és a Hajó Rádióban is, de rendszeresen hívták a Városi Televízióba is, ahol 1992-ben 25 részes filmet forgatott Londonban, bemutatva a helyi nézőknek a Marquee Clubot, az Abbey Road-ot, a Pink Floyd Clubot, Brian Jones házát is, de tudósított Rolling Stones koncertről a helyi rádiónak a Wembley-ből is.
A lemezeit, könyveit, tudását mindig igyekezett megosztani másokkal. Azon túl, hogy jó barátságot ápolt országos hírű zenészekkel, Hobóval, Máté Péterrel, Komár Lászlóval, kiemelten segítette, szerette Nyíregyháza zenészeit. Ez inspirálta arra, hogy Korock címmel megírja a nyíregyházi könnyűzene történetét az 1940-es évektől kezdve, a könyv megjelenéséig 1998-ig.
E gazdag zenei pálya mellett 1973-tól a rendszerváltásig „civil” foglalkozása is volt, a Budapesti Elektroakusztikai Gyár nyíregyházi gyáregységének osztályvezetőjeként dolgozott, munkáját több elismeréssel jutalmazták.

## Családja
1973-ban kötött házasságot Sashegyi Évával. Gyermekei Nóra és Tamás.

## Halála után
Temetésén több százan kísérték utolsó útjára. Emlékére a megye zenekarai négy órás búcsúkoncertet rendeztek Nyíregyháza főterén több ezer fős közönség előtt.
Hagyatékából a zenei könyveket, DVD-ket, szaklapokat családja a Szabolcs-Szatmár-Bereg Megyei Móricz Zsigmond Könyvtár részére ajánlotta fel, amelyeket a róla elnevezett Schulz Sarock-ban forgathatnak a látogatók.
Legendás New Musical Express gyűjteményét a budapesti Magyar Rockhírességek Csarnokában van kiállítva.